# آویشن تفلیسی
آویشن تفلیسی (نام علمی: Thymus transcaucasicus) نام یک گونه از سرده آویشن است.